# Luanco
Luanco (Asturisch: Lluanco) is een plaats in de Spaanse gemeente Gozón. Luanco heeft de status van landelijke parochie. Luanco telt 5.904 inwoners (2011).
Luanco was een belangrijke haven voor de visserij en walvisvaart. Tegenwoordig is het een relevante toeristische trekpleister in Noord-Spanje en staat het bekend om de historische gebouwen, de stranden van Santa María en La Ribera en de gastronomie. In de plaats speelt ook een voetbalclub, Club Marino de Luanco, die actief is in de Segunda Federación (vierde niveau).
Vanuit de visserij ontstond een techniek om netten te maken die nog altijd in Luanco beoefend wordt. De techniek breidde zich door de tijd uit en wordt tegenwoordig gebruikt als handwerktechniek, vaak aangeduid als ‘malla’, waaruit handgemaakte kleedjes en stoffen ontstaan die wel wat weg hebben van kant.

## Dorpen
- Aramar
- Balbín
- Legua
- Luanco
- Mazorra
- Moniello
- Peroño
- Santa Ana

## Geboren
- Angél Fernández Artime (1960), rooms-katholiek bisschop en kardinaal
- Juan Avendaño (1961), tennisser
- Javier Gutiérrez Álvarez (1971), acteur
- Pedro Orfila Artime (1988), voetballer

## Galerij

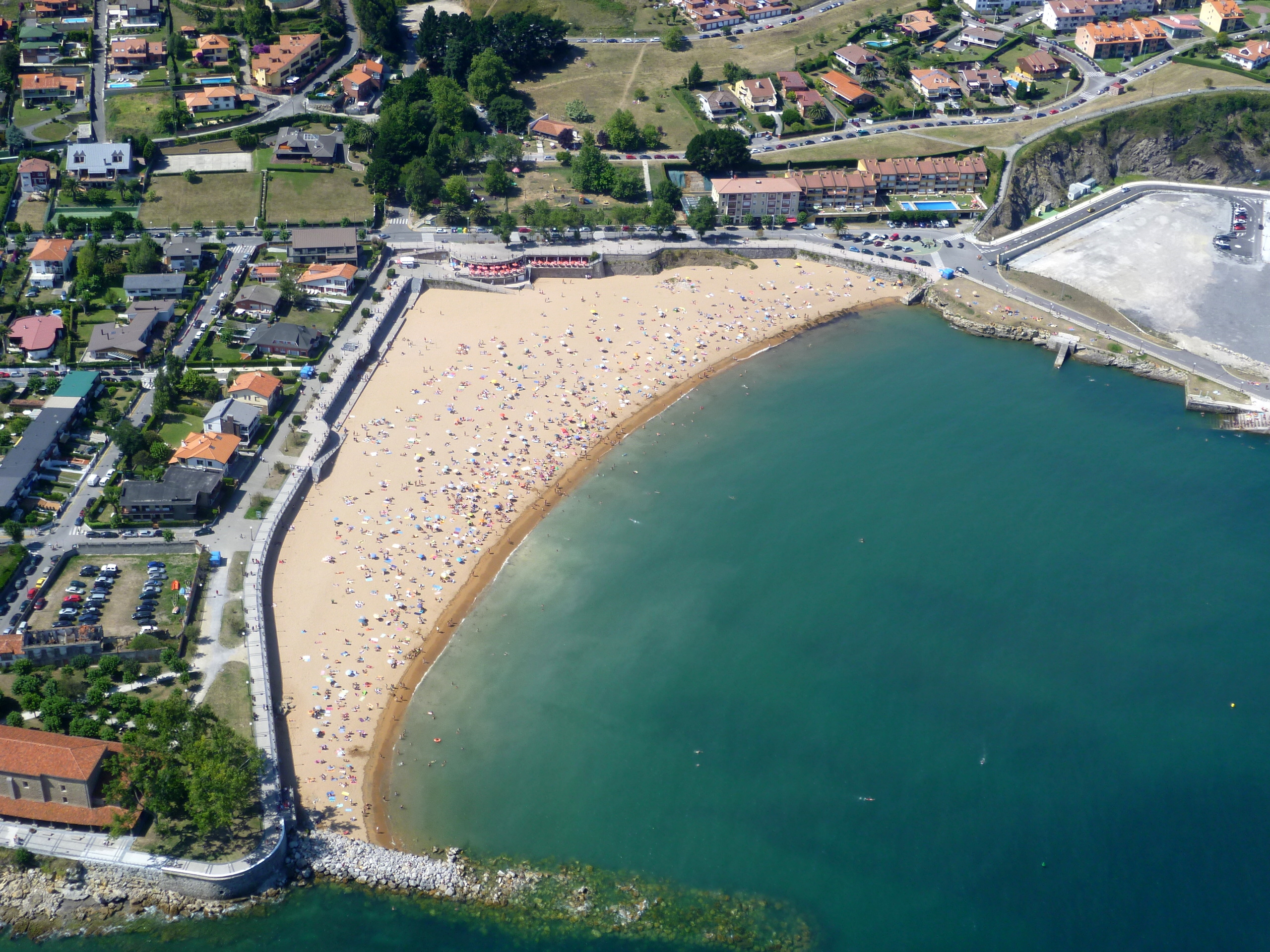
Strand van Santa María
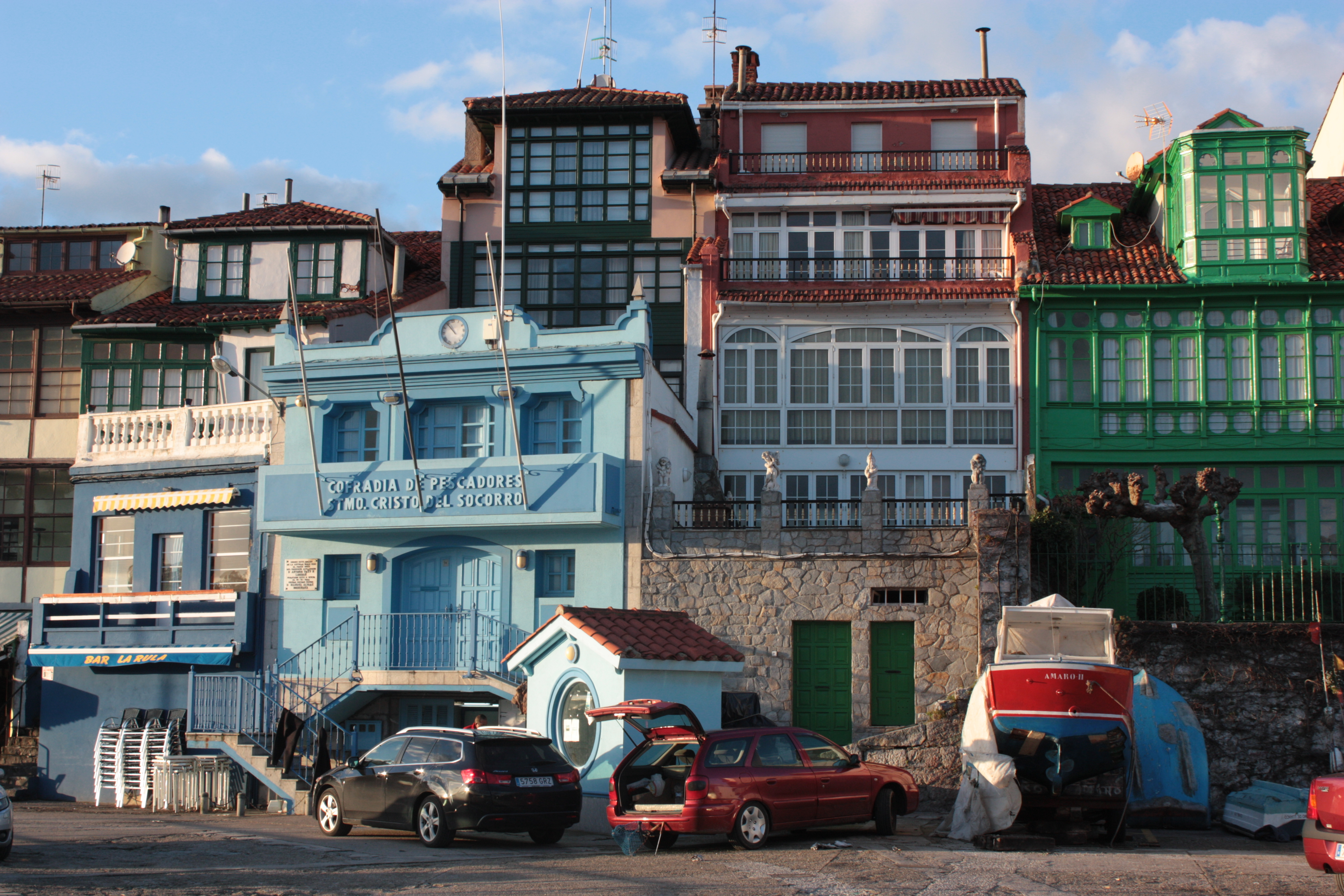
Typische gebouwen van Luanco
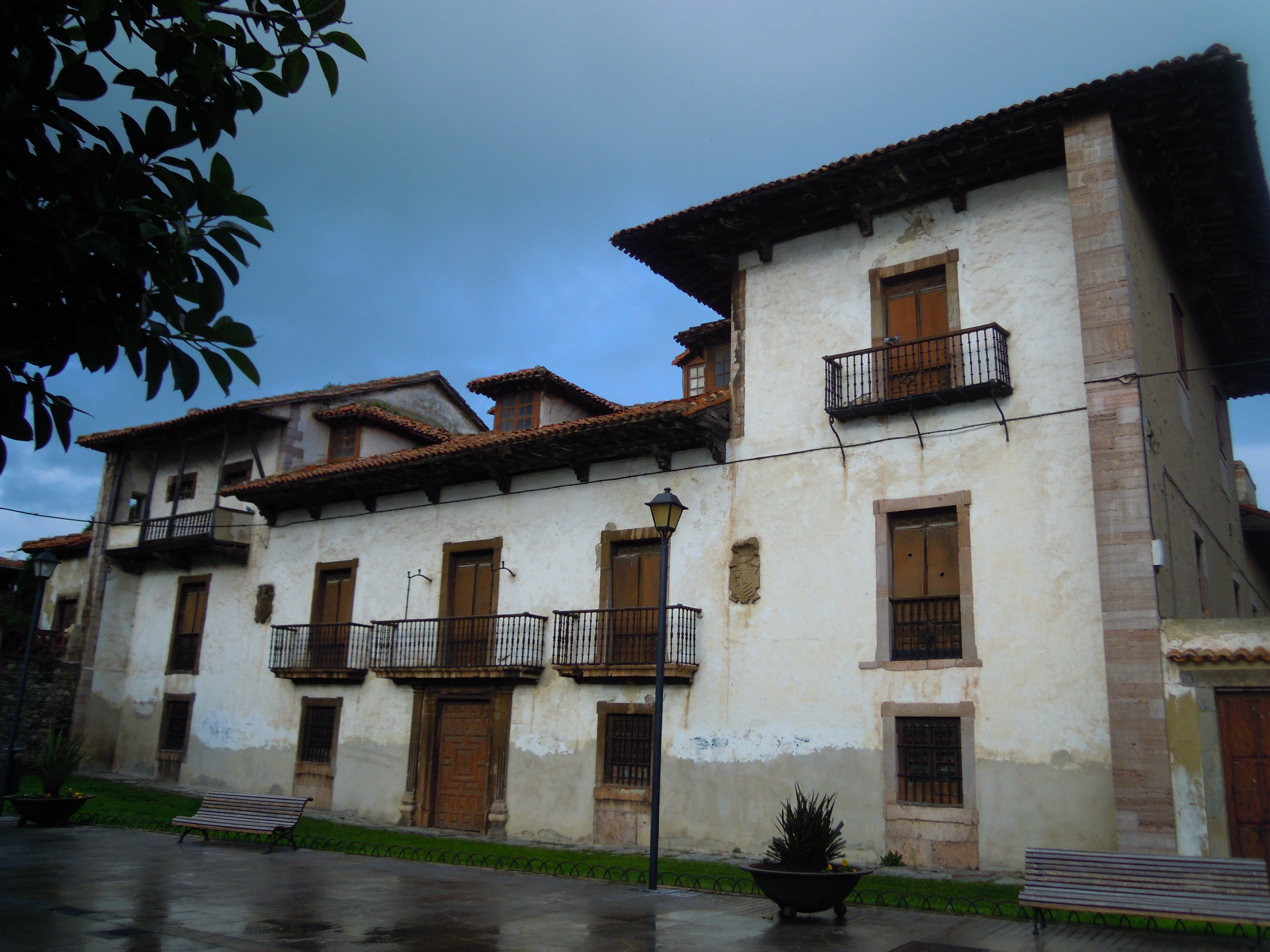
Menéndez Pola Paleis
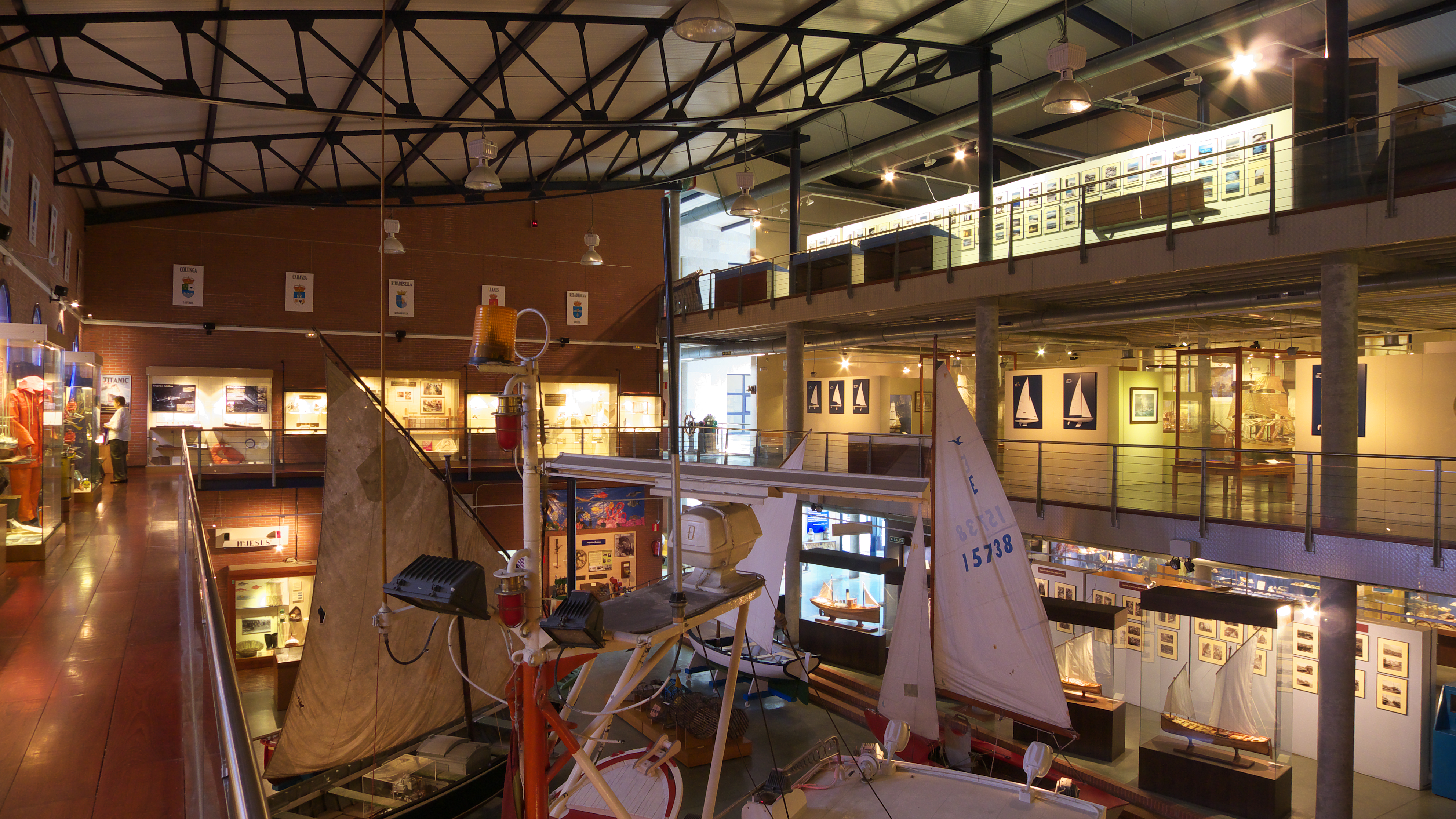
Maritiem Museum
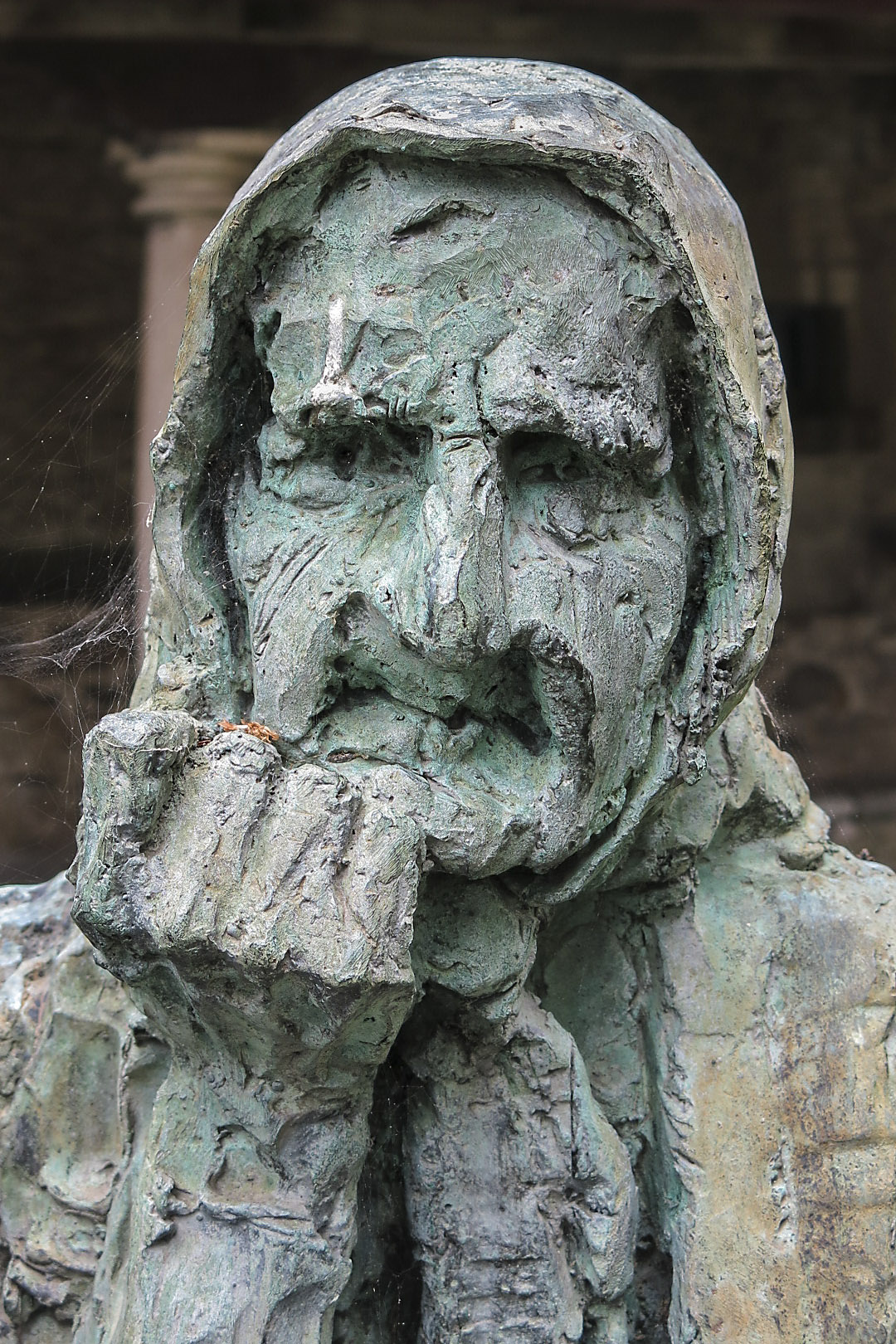
Plañideras, Pepe Antonio Márquez